# Традиционалистичка мексичко-америчка католичка црква
Традиционалистичка мексичко-америчка католичка црква (шпански: Iglesia Católica Tradicionalista mexicana-estadounidense), понекад позната и као Традиционалистичка мексичко-америчка тридентинска католичка црква, била је независна католичка црква у Северној Америци. Одвојила се од католичке цркве због поштовања Свете смрти (Santa Muerte). Они су првенствено активни у пограничним регионима Сједињених Држава и Мексика и посебно су присутни међу мексичким имигрантским заједницама у већим градовима Сједињених Држава. Давид Ромо Гуиљен је тренутни надбискуп и примас цркве од 1993. године, али је ухапшен 2011. године због кривичних пријава и црква сада више није активна.